# Brian Jensen (ur. 1975)
Brian Paldan Jensen (ur. 8 czerwca 1975 w Kopenhadze) – duński piłkarz występujący na pozycji bramkarza.

## Kariera
Jensen karierę piłkarską rozpoczynał w zespole B 1893. W 2000 roku trafił do AZ Alkmaar. W sezonie 1998/1999 Jensen rozegrał jeden ligowy mecz w tym zespole. Jensen nie spełnił pokładanych w nim oczekiwań i został wypożyczony do Hvidovre IF.
2 marca 2000 roku przeszedł do West Bromwich Albion za 80 lub 100 tysięcy funtów. W zespole tym zadebiutował 7 marca w meczu Football League Championship z Tranmere Rovers. Do końca sezonu rozegrał jeszcze 11 spotkań. W następnym sezonie zagrał już w 37 spotkaniach. Następnie Jensen stracił miejsce w składzie West Bromwich Albion na rzecz Russela Houlta; w sezonie 2002/2003 rozegrał jedno spotkanie w zespole, a jego klub awansował do Premier League.
30 czerwca 2003 roku podpisał dwuletni kontrakt z Burnley, po rozegraniu 50 meczów dla West Bromwich Albion. W nowej drużynie zadebiutował 9 sierpnia w przegranym 2:3 ligowym spotkaniu z Crystal Palace. Łącznie w sezonie 2003/2004 rozegrał 52 spotkania we wszystkich rozgrywkach. Pod koniec sezonu 2004/2005 przedłużył swój kontrakt z klubem o trzy lata. W czasie następnych lat Jensen był podstawowym bramkarzem Burnley, jedynie w sezonie 2007/2008 rozegrał poniżej 30 spotkań – 21. W maju 2008 roku podpisał z klubem nowy, dwuletni kontrakt.
W 2009 roku wraz ze swoim zespołem awansował do Premier League po zwycięstwie w finale barażów z Sheffield United. Jensen w meczu tym zagrał. 15 sierpnia w przegranym 2:0 meczu ze Stoke City Duńczyk zadebiutował w najwyższej klasie rozgrywkowej w Anglii. W sezonie 2009/2010 spadł z zespołem do Championship.
W 2013 roku Jensen odszedł do Bury z League Two. Następnie grał w Crawley Town z League One, a w 2015 roku przeszedł do Mansfield Town (League Two).

## Statystyki
Stan na 21 lutego 2010
| Klub                 | Sezon     | Liga    | Liga | Puchar kraju | Puchar kraju | Puchar Ligi | Puchar Ligi | Inne    | Inne | Łącznie | Łącznie |
| Klub                 | Sezon     | Występy | Gole | Występy      | Gole         | Występy     | Gole        | Występy | Gole | Występy | Gole    |
| -------------------- | --------- | ------- | ---- | ------------ | ------------ | ----------- | ----------- | ------- | ---- | ------- | ------- |
| AZ Alkmaar           | 1998/1999 | 1       | 0    | 0            | 0            | 0           | 0           | 0       | 0    | 1       | 0       |
| West Bromwich Albion | 1999/2000 | 12      | 0    | 0            | 0            | 0           | 0           | 0       | 0    | 12      | 0       |
| West Bromwich Albion | 2000/2001 | 33      | 0    | 0            | 0            | 4           | 0           | 0       | 0    | 37      | 0       |
| West Bromwich Albion | 2001/2002 | 1       | 0    | 0            | 0            | 0           | 0           | 0       | 0    | 1       | 0       |
| West Bromwich Albion | 2002/2003 | 0       | 0    | 0            | 0            | 0           | 0           | 0       | 0    | 0       | 0       |
| West Bromwich Albion | Łącznie   | 46      | 0    | 0            | 0            | 4           | 0           | 0       | 0    | 50      | 0       |
| Burnley              | 2003/2004 | 46      | 0    | 3            | 0            | 3           | 0           | 0       | 0    | 52      | 0       |
| Burnley              | 2004/2005 | 27      | 0    | 4            | 0            | 2           | 0           | 0       | 0    | 33      | 0       |
| Burnley              | 2005/2006 | 39      | 0    | 1            | 0            | 1           | 0           | 0       | 0    | 41      | 0       |
| Burnley              | 2006/2007 | 31      | 0    | 1            | 0            | 1           | 0           | 0       | 0    | 33      | 0       |
| Burnley              | 2007/2008 | 19      | 0    | 0            | 0            | 2           | 0           | 0       | 0    | 21      | 0       |
| Burnley              | 2008/2009 | 45      | 0    | 5            | 0            | 7           | 0           | 3       | 0    | 60      | 0       |
| Burnley              | 2009/2010 | 26      | 0    | 2            | 0            | 1           | 0           | 0       | 0    | 29      | 0       |
| Burnley              | Łącznie   | 233     | 0    | 16           | 0            | 17          | 0           | 3       | 0    | 269     | 0       |
| Łącznie              | Łącznie   | 280     | 0    | 16           | 0            | 21          | 0           | 3       | 0    | 320     | 0       |